# Madonna del Granduca
Die Madonna del Granduca ist ein Gemälde von Raffael aus dem Jahr 1506. Das Jugendwerk des Künstlers ist im Palazzo Pitti in Florenz ausgestellt.

## Das Werk
„Mit gelockerter Monumentalität“ tritt die Madonna mit ihrem Jesuskind aus einem dunklen Hintergrund hinaus. Ein Röntgenfoto, das im Zusammenhang mit einer Restaurierung gemacht wurde, zeigt im Hintergrund der Madonna eine rundbogige Architektur mit einer dahinter liegenden Landschaft. Details sind nicht zu erkennen. Nach Meinung des Restaurators hat Raffael den Hintergrund selbst dunkel abgedeckt, um die Figurengruppe besonders zu betonen. So schaut der Betrachter auf vom Licht erhelltes hellbräunlich-goldenes Inkarnat der Madonna mit Kind.
Dieses Chiaroscuro, die Hell-Dunkel-Malerei, wird im Sinne von Leonardo da Vinci dazu benutzt, die Intensität, die Innerlichkeit und das Göttliche der Figuren hervorzuheben.
Dabei ist Maria stehend fast bis zum Knie mit einem leuchtend blauen Umhang und einem roten Kleid dargestellt. Hier ist eine Farbsymbolik wahrscheinlich: dabei steht Rot für die Liebe und Blau für alles Himmlische.
Ihr Kopf ist ein wenig nach rechts geneigt, ihre Augen leicht niedergeschlagen und ihr Mund geschlossen. Das blond gelockte Haar wird halb verdeckt vom Mantel, der über die rechte Schulter herabfällt und dabei ihre rechte Hand freigibt. Hand und Schulter bilden ein Gleichgewicht zum äußerst plastisch dargestellten Kind rechts. Sie fasst ihr Kind zart, richtungsgebend zum Betrachter hin an, als wolle sie ihm das Jesuskind präsentieren. Gleichzeitig hält sie es mit ihrer linken Hand stützend fest. Das Kind hält sich mit beiden Händen an Maria fest, stellt sein linkes Knie gegen ihren Körper und lässt das rechte Bein hängen. Der Jesusknabe zeigt einen aufmerksamen Blick auf das umgebende Leben, während die Gottesmutter durch die leicht niedergeschlagenen Augen den Eindruck erweckt, als könne sie sich nur verschämt über ihr Mutterglück freuen.
Mit dieser Komposition gehört das Bild in eine Reihe von Madonnendarstellungen Raffaels, die das innige Zusammenleben von Mutter und Kind darstellen, „welche unbekümmert um die übrige Welt vollkommen sich selbst genügen, und die Seligkeit an sich selbst genießen“. Raffael entwickelt „in der Formensprache der beginnenden Hochrenaissance“ das Motiv „Tragen und Stützen des Kindes“, welches in der Madonna Tempi in Bewegung umgesetzt wird.
Dieses Gemälde kann als „Poesie der Menschwerdung“ bezeichnet werden.

## Provenienz
Der Auftraggeber des Gemäldes ist unbekannt. Benannt wurde es von Ferdinand III., Großherzog von der Toskana (1769–1824), der den Kauf zwischen Herbst 1799 und Winter 1800 genehmigte. Es kam in den Palazzo Pitti in Florenz. Während der napoleonischen Herrschaft, nahm Ferdinand III. es mit ins Exil. Nach seiner Rückkehr wurde es in den Privaträumen des Pitti Palastes ausgestellt, bis es 1882 in den Saturnraum wechselte, in dem es heute noch zu sehen ist.

## Auswahl weiterer Madonnendarstellungen Raffaels

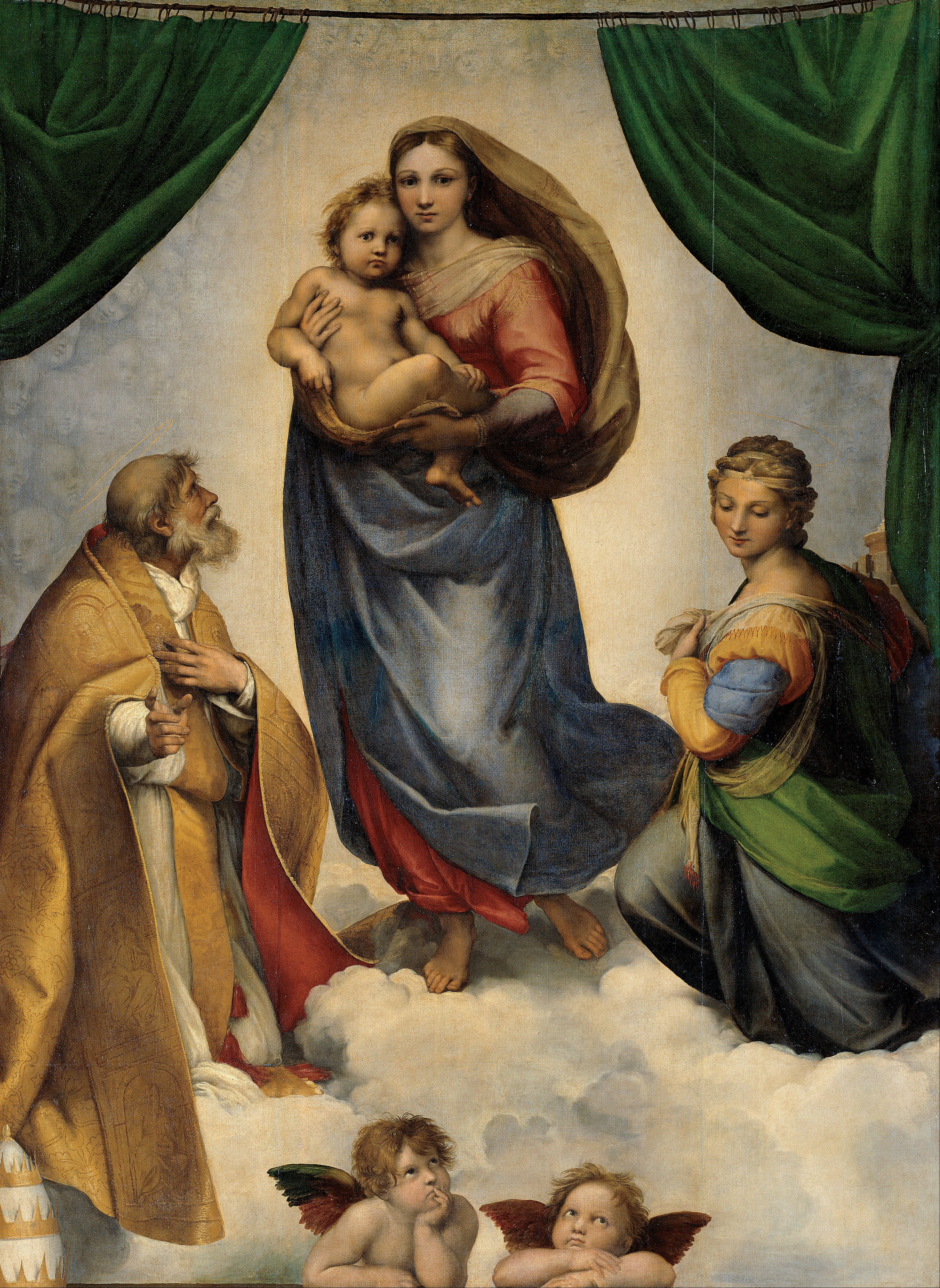
Sixtinische Madonna
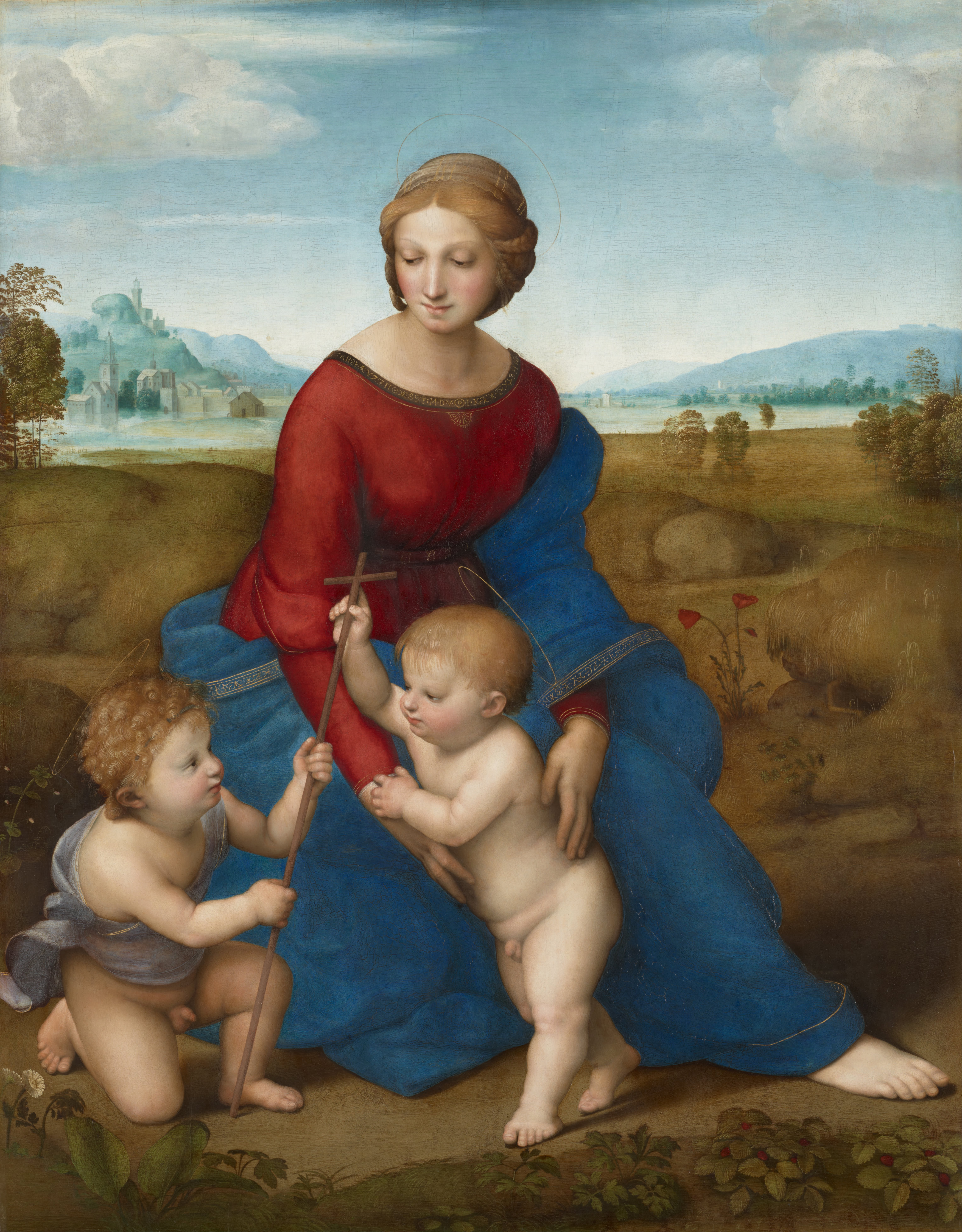
Madonna im Grünen
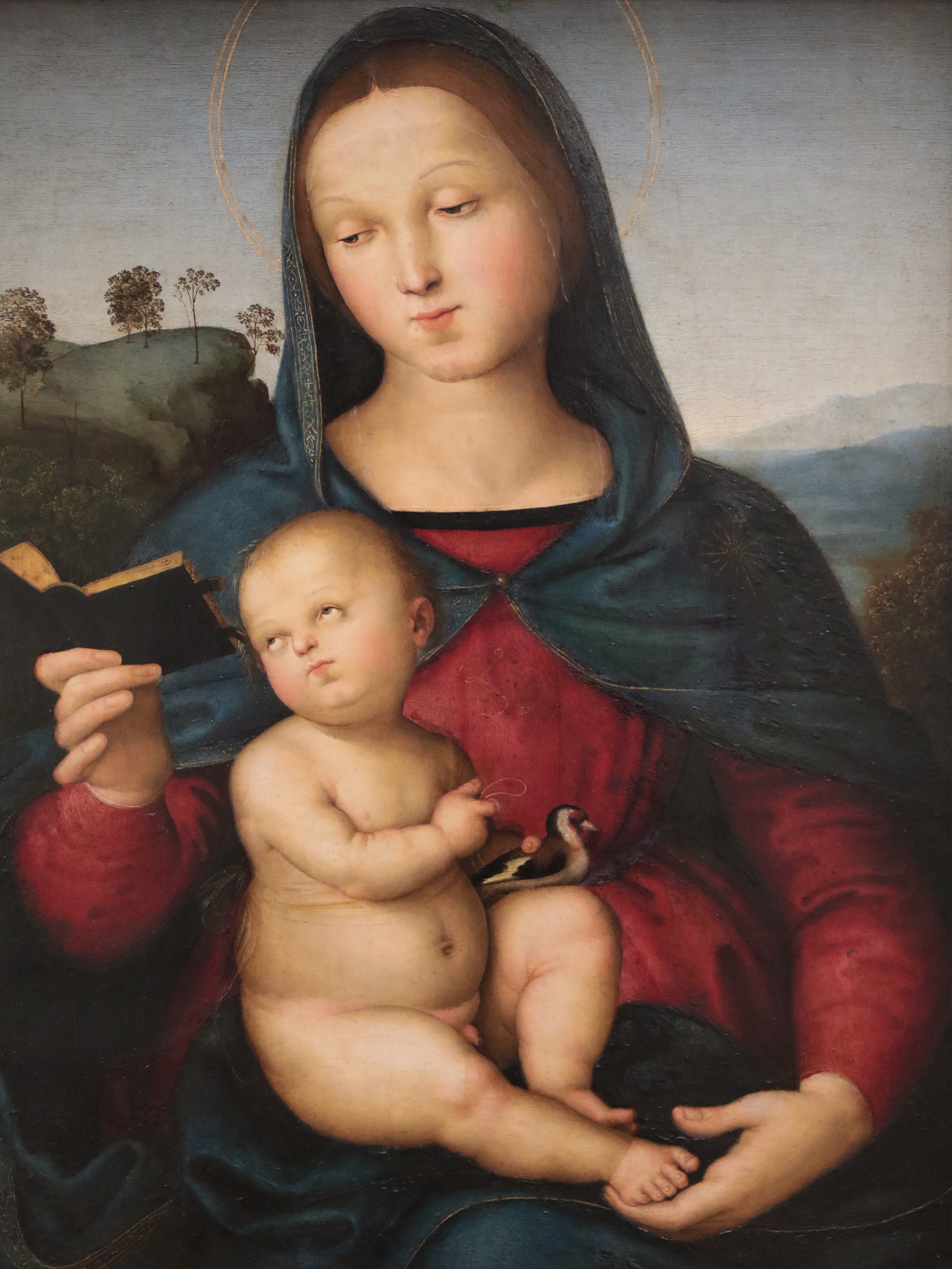
Madonna Solly
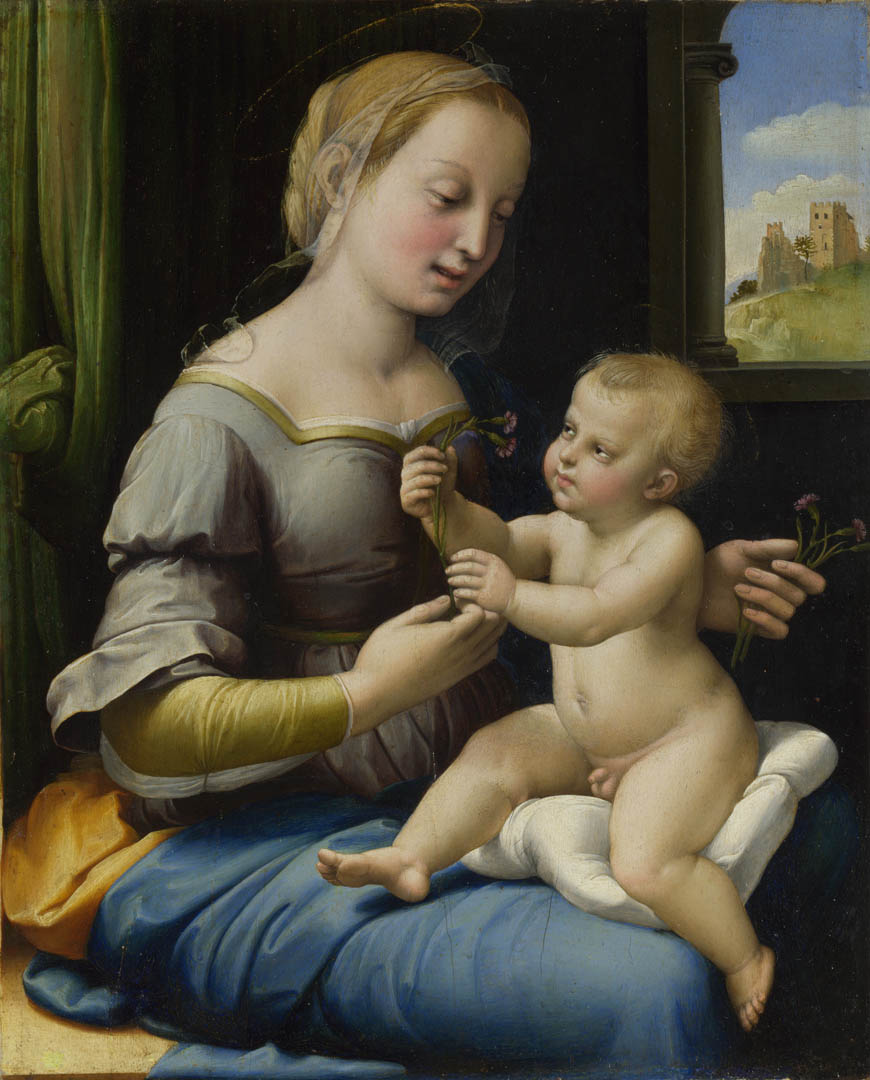
Madonna mit den Nelken
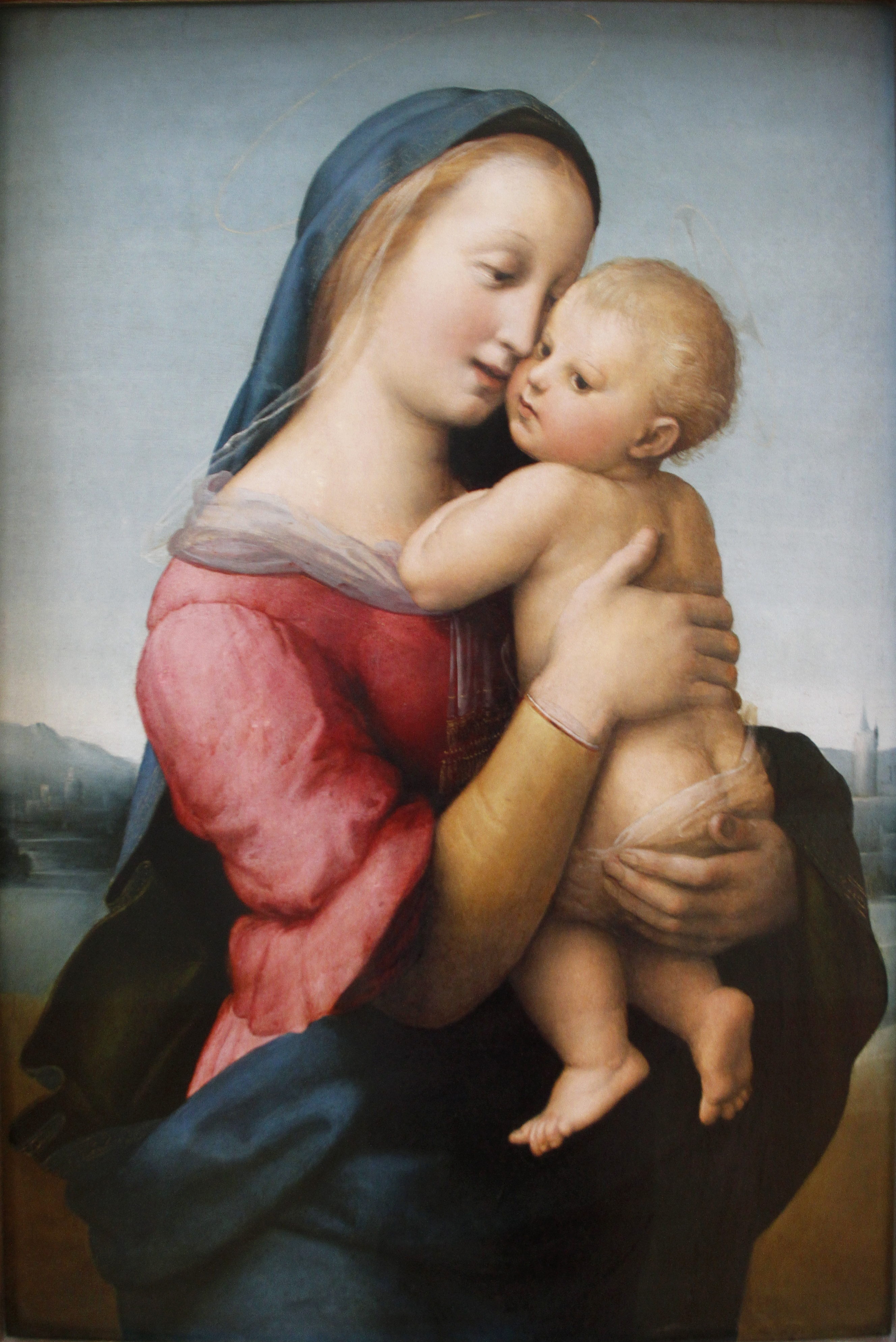
Madonna Tempi